# Sema Poyraz

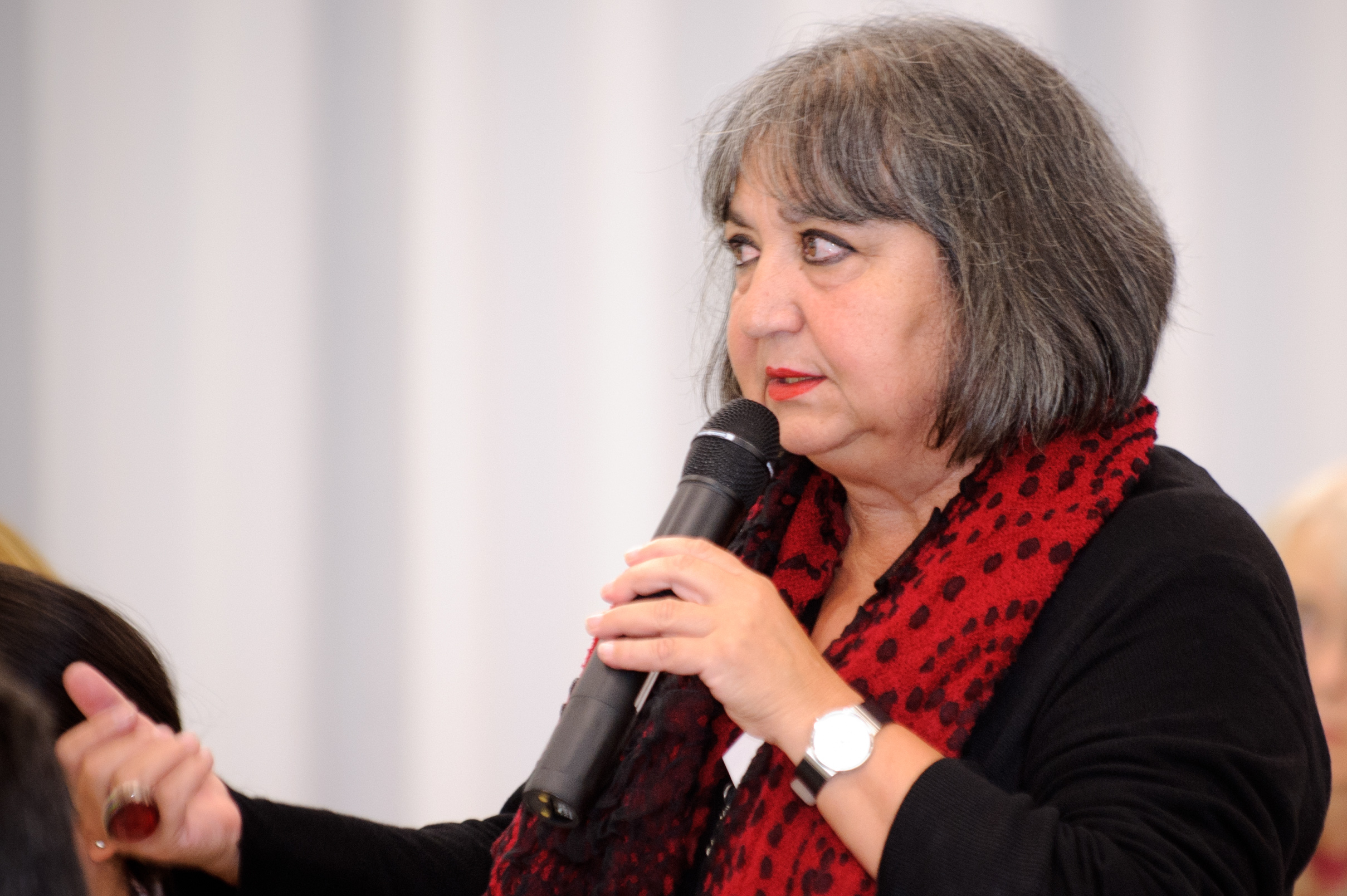
Sema Poyraz, 2011

Sema Poyraz (* 7. März 1950 in Zonguldak, Türkei) ist eine deutsche Schauspielerin, Filmregisseurin und Drehbuchautorin.

## Leben
Sema Poyraz kam als 11-Jährige 1961 mit ihren Eltern nach Deutschland ins baden-württembergische Schorndorf. Zwischen 1971 und 1973 studierte sie Orientalistik und Theaterwissenschaft an der Ludwig-Maximilians-Universität München. Ab 1973 studierte sie Regie an der Deutschen Film- und Fernsehakademie Berlin. 1980 machte sie dort als erste türkische Absolventin ihr Regie-Diplom. Ihr Abschlussfilm Gölge – Zukunft der Liebe (1980) kann als früher Ausgangspunkt eines sogenannten deutsch-türkischen Kinos bezeichnet werden. In ihm beschreibt sie das sexuelle Erwachen der jungen Schülerin Gölge, Tochter aus der Türkei eingewanderter Eltern, ihre Sehnsüchte, das Sich-Ausprobieren vor dem Spiegel und Gölges Bemühungen, im Berlin-Kreuzberg der 1970er/1980er Jahre zwischen migrantischer und deutscher Lebenswelt einen eigenen Platz zu finden. Poyraz drehte hiernach weitere Kurz- und Langfilme, etwa ihren mit dem Prädikat „besonders wertvoll“ ausgezeichneten Spielfilm Oda (1994). Daneben hatte Poyraz zahlreiche Auftritte als Schauspielerin im deutschen Film und Fernsehen, darunter 2007 in Ich Chef, du nix.
2013 bekam sie auf dem 32. Filmfestival in Istanbul die goldene Tulpe als beste Schauspielerin für ihre Rolle in dem Kinofilm Özür dilerim von Cemil Agacikoglu.
Zwischen 2011 und 2014 war sie als Schauspielerin regelmäßig am Ballhaus Naunynstraße Berlin zu sehen.
Seit 2019 ist sie festes Ensemblemitglied am Maxim-Gorki-Theater Berlin, an dem sie vorher auch schon Gastengagements hatte. Dort spielte sie u. a. in der Regie von Hakan Savaş Mican in Berlin Oranienplatz und Berlin Kleistpark, in Onkel Wanja von Anton Tschechow in der Regie von Nurkan Erpulat und in Ersan Mondtags Inszenierungen Ödipus und Antigone und Geschwister.
Sema Poyraz lebt in Berlin.

## Filmografie
- 2002, 2021: Die Pfefferkörner (Fernsehserie, zwei Folgen)
- 2017: Das deutsche Kind
- 2022: Aus meiner Haut
- 2022: Lehrer kann jeder! (Fernsehfilm)
- 2022: Freibad